# Луис Гонзага
Луис Гонзага ду Насименту (13 декабря 1912, Эшу, штат Пернамбуку — 2 августа 1989, Ресифи) — бразильский певец, музыкант и поэт, одна из наиболее крупных фигур в бразильской народной музыке XX века. Исполнял песни, аккомпанируя себе на аккордеоне, барабане забумба и треугольнике. Его песни были напрямую связаны с культурными традициями бразильских засушливых северо-восточных окраин, так называемого сертана, а их содержание часто касалось бедности и горя проживавших там людей. Многие его песни относятся к жанру байяо (иногда он даже называется основателем данного направления), а также шоче и шашадо. Многими бразильскими критиками считался музыкальным инноватором, изобретателем сложных мелодий.

## Биография
Родился в семье крестьянина и музыканта, был вторым сыном в семье; игрой на аккордеоне увлёкся ещё в детстве, получив первые уроки от своего отца, и вместе с ним выступал в качестве музыканта на деревенских ярмарках и фестивалях. После демобилизации из армии в 1939 году поселился в Рио-де-Жанейро, где первоначально был музыкантом и певцом на улицах и в барах, при этом исполнял по большей части иностранные песни и был одет в традиционную одежду — пиджак и галстук. С 1941 года стал выступать в национальном костюме жителей бразильского северо-востока, что сделало его популярнее; в том же году подписал контракт с лейблом Victor, с помощью которого записал 50 собственных композиций, а в 1945 году на этой же студии была записана его первая песня. В том же году у него был короткий роман с девушкой по имени Лия, которая спустя год родила от него сына, а в 1948 году умерла от туберкулёза. Двумя годами ранее он женился на своей бывшей секретарше Хелене, которая, однако, отказалась принять его сына.
В конце 1940-х и в 1950-е годы Гонзага, несмотря на семейные проблемы, активно выступал был весьма популярен, однако в 1960-е годы его известность в городах, население которых стало предпочитать другие музыкальные жанры (в частности, босса-нова), стала сходить на нет, однако в сельской местности он был по-прежнему любим публикой и часто выезжал туда на гастроли; при этом периодически пластинки с его песнями продолжали выходить. В 1970-х и 1980-х годах его имя стало вновь часто упоминаться в прессе, в первую очередь благодаря кавер-версиям его песен, исполнявшихся различными звёздами бразильской эстрады. В последние годы жизни страдал от остеопороза, умер от сердечного приступа. В его честь в Бразилии названы гидроэлектростанция и плотина.